# Зимние Олимпийские игры 2014
Зи́мние Олимпи́йские и́гры 2014 (англ. 2014 Winter Olympics, фр. Jeux Olympiques d'hiver de 2014, официальное название XXII Зи́мние Олимпи́йские и́гры) — международное спортивное мероприятие, проходившее в российском городе Сочи (Адлер) с 7 по 23 февраля 2014 года. Столица Олимпийских игр 2014 была выбрана во время 119-й сессии МОК в Гватемале 4 июля 2007 года. На территории России Олимпийские игры прошли во второй раз (до этого в Москве в 1980 году прошли летние Олимпийские игры), и впервые — зимние игры. По окончании Олимпийских игр на тех же объектах были проведены зимние Паралимпийские игры.
Игры в Сочи являются двадцать вторыми (XXII) зимними по счёту (символично, что двадцать вторыми летними были и Игры 1980 года в Москве). По сравнению с Играми 2010 года в Ванкувере количество соревнований в различных дисциплинах увеличено на 12, в общей сложности было разыграно 98 комплектов медалей.
В преддверии и во время Игр, в соседнем с Россией государстве — Украине — разворачивались драматичные политические события, серьёзно изменившие ситуацию в мире: длившийся три месяца Евромайдан (c 21 ноября 2013 года), начало крымского кризиса (20 февраля 2014 года) и отстранение президента (22 февраля 2014 года). Это повлияло на восприятие сочинской Олимпиады-2014 и память о ней.

## Выборы города проведения
22 июня 2006 года президент МОК Жак Рогге из семи претендовавших заявок назвал имена трёх городов-кандидатов. Ими стали Сочи, Зальцбург и Пхёнчхан.
| Город                                                    | Страна                                                   |
| Кандидаты на проведение зимних Олимпийских игр 2014 года | Кандидаты на проведение зимних Олимпийских игр 2014 года |
| -------------------------------------------------------- | -------------------------------------------------------- |
| Сочи                                                     | Россия                                                   |
| Зальцбург                                                | Австрия                                                  |
| Пхёнчхан                                                 | Республика Корея                                         |
| Другие претенденты                                       |                                                          |
| Хака                                                     | Испания                                                  |
| Алма-Ата                                                 | Казахстан                                                |
| София                                                    | Болгария                                                 |
| Боржоми                                                  | Грузия                                                   |

4 июля 2007 года (в России было уже 5 июля) в Гватемале состоялась очередная, 119-я сессия МОК, на которой был выбран город-хозяин Олимпиады.
| Не участвовавшие в голосовании члены МОК (14 в первом раунде, 11 во втором)                                                | Не участвовавшие в голосовании члены МОК (14 в первом раунде, 11 во втором)                            |
| Представители стран-претендентов на проведение Игр (8, 5)                                                                  | Президент МОК                                                                                          |
| --- | --- |
| - Виталий Смирнов - Шамиль Тарпищев - Александр Попов - Лео Валльнер - Томас Бах - Вальтер Трогер - Ли Гон Хи - Пак Ен Сун | - Жак Рогге                                                                                            |
| - Виталий Смирнов - Шамиль Тарпищев - Александр Попов - Лео Валльнер - Томас Бах - Вальтер Трогер - Ли Гон Хи - Пак Ен Сун | Отсутствующие (5)                                                                                      |
| - Виталий Смирнов - Шамиль Тарпищев - Александр Попов - Лео Валльнер - Томас Бах - Вальтер Трогер - Ли Гон Хи - Пак Ен Сун | - Наваф Фахдом Абдель Фейсала - Барбара Кендалл - Нора де Лихтенштейн - Рандир Сингх - Пернилла Виберг |

1. 1 2  Согласно Олимпийской хартии представители от Германии не могут участвовать в голосовании, так как по заявке Зальцбурга одно из мест проведения соревнований находится в Германии (Кёнигзее).
2. ↑  Представители Германии и Австрии не участвовали только в первом раунде голосования, до выбытия Зальцбурга.

Непосредственно перед голосованием прошли презентации городов-претендентов. Сочи представляли спортсмены: Светлана Журова, Евгений Плющенко, Михаил Терентьев (паралимпиец) и Александр Попов; спортивные функционеры: Вячеслав Фетисов, Елена Аникина, Шамиль Тарпищев, Дмитрий Чернышенко и Виталий Смирнов; политики: Владимир Путин, Александр Жуков, Герман Греф, Александр Ткачёв, Виктор Колодяжный.
В первом туре голосования, в котором принимали участие 97 участников-представителей стран МОК, выбыл австрийский Зальцбург. Во втором туре победу одержала заявка Сочи, выиграв у Пхёнчхана 4 голоса (51 против 47).
| Город     | Страна           | 1-й раунд | 2-й раунд |
| --------- | ---------------- | --------- | --------- |
| Сочи      | Россия           | 34        | 51        |
| Пхёнчхан  | Республика Корея | 36        | 47        |
| Зальцбург | Австрия          | 25        | —         |

В 4:47 по московскому времени в Гватемале Леонид Тягачёв как президент Олимпийского комитета России подписал контракт с МОК на проведение Игр 2014 года в Сочи. Вместе с ним от российской стороны подписи поставили губернатор Краснодарского края Александр Ткачёв и мэр Сочи Виктор Колодяжный.

## Символика

### Передача Олимпийского флага Сочи
1 марта 2010 года на церемонии закрытия зимних Олимпийских игр 2010 года в Ванкувере в 5:25 по московскому времени президент Международного олимпийского комитета Жак Рогге передал олимпийский флаг мэру Анатолию Пахомову. Прозвучал гимн России в исполнении Московского государственного академического камерного хора (дирижёр Владимир Минин), и над стадионом столицы Олимпийских игр-2010 был поднят флаг России. После этого в 5:30 началось торжественное представление Сочи — столицы Олимпийских игр-2014. Вводная часть открылась символическим Тунгусским метеоритом, который, как известно, прилетел в год, когда Россия (в то время — Российская империя) впервые была представлена на Олимпийских играх. Затем из земли начали расти ледяные кристаллы, дан старт символическому забегу, космонавт запустил Спутник, и по стадиону промчалась русская тройка. Появился монумент Рабочий и колхозница на фоне разведённых мостов и Монумента «Покорителям космоса». В лунном ночном небе парит балерина на доске для сноубординга. Наталья Водянова поднимает прозрачный шар с логотипом Олимпийских игр-2014, дует на экран и появляется морозный узор с надписью на английском языке «Welcome to Sochi».
Основная часть представления длилась 8 минут, как принято на церемониях закрытия Олимпийских игр. Белоснежка в окружении семи гномов дотрагивается волшебной палочкой до прозрачного шара, и по стадиону начинают движение люди внутри прозрачных сфер. Сначала они движутся медленно, но постепенно переходят на стремительный бег. Зрители на стадионе переносятся в Москву, где на Красной площади симфонический оркестр Мариинского театра под управлением Валерия Гергиева внутри светящихся Олимпийских колец исполняет музыку Георгия Свиридова к кинофильму «Время, вперёд!» После этого на стадионе зазвучала музыка 3-й части 6-й симфонии Чайковского, и на сцену выходят артисты сводной труппы Мариинского (прима-балерина Ульяна Лопаткина), Большого и Новосибирского театров, которые в танце создают символы олимпийских видов, они выступают в красочных костюмах различных эпох истории России: времён Российской империи, Великой Отечественной войны и в современных костюмах.
Дельфин, снятый из-под воды снизу (заметен интересный эффект «окна», наблюдаемый при таком ракурсе съёмки), переносит зрителей на берег залитого лунным светом Чёрного моря, где под открытым небом на льду выступают знаменитые Татьяна Навка и Роман Костомаров. В это время на стадионе Олимпийских игр-2010 на вертикальных щитах движутся строки текста с основными фактами о Сочи. На сцену выкатывается шар, внутри которого — светящаяся русская тройка и символ науки. На шаре в костюме Жар-птицы поёт арию из оперы «Князь Игорь» знаменитая оперная певица Мария Гулегина.
Под залпы праздничного салюта на стадион выходят люди, символизирующие прошлое, настоящее и будущее российского спорта, знаменитые чемпионы Владислав Третьяк и Ирина Роднина, Евгений Плющенко и Александр Овечкин, дети знаменитых спортсменов Екатерины Гордеевой и Сергея Гринькова, дети Игоря Ларионова. Они приветствуют зрителей на стадионе, в центре стадиона — полосы цветов флага России. Представление завершается появлением на стадионе гигантского логотипа Олимпийских игр-2014.
Далее флаг был доставлен на парусник Крузенштерн и через Акапулько и Мехико доставлен в Сочи 25 марта 2010 года.

### Эмблема-логотип
1 декабря 2009 года Оргкомитет «Сочи 2014» представил эмблему Игр-2014. Церемония представления эмблемы проходила на Красной площади в Москве, на которой был залит большой каток. Ведущими были спортивный журналист Кирилл Набутов и олимпийская чемпионка по фигурному катанию Татьяна Навка. Минутой молчания участники почтили память погибших при крушении «Невского экспресса», президент МОК Жак Рогге, представители оргкомитета и ведущие выразили соболезнование семьям погибших. Затем выступили трёхкратный олимпийский и шестикратный чемпион мира по горнолыжному спорту Жан-Клод Килли, президент Оргкомитета Игр Дмитрий Чернышенко, представитель правительства России Дмитрий Козак. В ледовом шоу чемпиона мира и Европы Ильи Авербуха участвовали олимпийские чемпионы и призёры Олимпийских игр, чемпионы мира и Европы Владислав Третьяк, Вячеслав Фетисов, Сергей Макаров, Роман Костомаров, Алексей Ягудин, Ирина Слуцкая, чемпионы мира Албена Денкова и Максим Ставиский, другие знаменитые спортсмены. В это время на сцене звёзды российской эстрады пели гимн Сочи, выступали победитель конкурса «Евровидение-2008» Дима Билан, победитель конкурса «Евровидение-2009» Александр Рыбак, Валерия, Лариса Долина, МакSим и другие известные артисты. Эмблема Игр была представлена под красочные фейерверки. Состоялся телемост Москва — Красная Поляна, где телеведущий Андрей Малахов представил эмблему сочинцам. Лев Лещенко и Алсу спели песню про олимпийского мишку, а на большом экране показывали кадры Олимпийских игр в Москве.

### Талисманы
Жители Сочи отдали предпочтение в качестве талисмана зимних Олимпийских игр-2014 дельфину на лыжах ярославской художницы Ольги Беляевой. Голосование проходило 2 марта 2008 года вместе с выборами Президента России на всех избирательных участках города среди 270 тыс. избирателей. Однако после того, как результаты голосования были обнародованы, представитель оргкомитета «Сочи-2014» отметил, что официально талисман зимних Игр будет объявлен не ранее 2011 года.
1 сентября 2010 года оргкомитет зимних Олимпийских и Паралимпийских игр в Сочи совместно с газетой «Известия» объявили всероссийский конкурс талисманов игр, в котором мог принять участие любой желающий. Всего на конкурс было прислано 24 048 работ от участников со всех регионов России и граждан, проживающих за рубежом. Проводилось голосование на официальном сайте талисманов Олимпийских игр 2014.
21 декабря жюри выбрало из них 10 вариантов для Олимпийских игр и 3 для Паралимпийских для дальнейшего голосования и утверждения.
Также с 2 февраля 2011 года работал альтернативный сайт с голосованием за отобранных финалистов, где к 26 февраля 2011 года тройка наиболее популярных определилась в составе Белого медведя, Деда Мороза, Снежного барса, а Заяц, Лучик и Снежинка оказались в конце списка.
Из финальных вариантов талисманы были окончательно выбраны 26 февраля 2011 года при голосовании в телешоу «Талисмания». Финал состоялся на «Первом канале». Жюри объявило сразу трёх победителей, все белого цвета, соответствуя зимнему характеру олимпиады, которые и стали талисманами: Белый мишка, Снежный барс, Зайка.
Комментируя итоги выборов, Президент Оргкомитета «Сочи 2014» Дмитрий Чернышенко отметил:

Сегодня Игры в Сочи получили свои символы — впервые в истории Олимпийского движения их выбирала вся страна! По результатам голосования было принято решение, что победителями конкурса по олимпийскому принципу станут вошедшие в первую тройку при народном голосовании. Эти персонажи — выбор всей нашей страны. Это Белый мишка, Зайка и Леопард, и они уже стали частью истории мирового Олимпийского движения!

Согласно объявленному выбору спортсменов-паралимпийцев, талисманами Паралимпийских игр стали Лучик и Снежинка.

### Слоган
24 сентября 2012 года, ровно за 500 дней до старта зимних Олимпийских игр, Дмитрий Чернышенко назвал слоган предстоящих соревнований: «Жаркие. Зимние. Твои». На английском языке слоган звучит следующим образом: Hot. Cool. Yours. Следует обратить внимание на то, что по-английски слоган несёт в себе дополнительный подтекст, поскольку слово cool, помимо основного значения «холодный» (то есть зимний), имеет разговорное значение «классный, крутой». По словам Чернышенко эта фраза в трёх словах позволяет показать всё многообразие и характер России. Слово «жаркие» одновременно отсылает и к месту проведения игр — Сочи — и к «накалу спортивных страстей». Слово «зимние» означает время года, в которое проводятся игры, а также образ, возникающий в голове у иностранцев при упоминании России. «Твои» символизирует, что предстоящие Игры будут «Олимпиадой каждого».

### Визуальный образ
Визуальный образ Олимпийских игр в Сочи это «лоскутное одеяло», представляющее собой объединение в единую концепцию 16 орнаментов национальных промыслов России: вологодское кружево, гжель, жостовская роспись, кубанские узоры, кубачинские узоры, мезенская роспись, павлопосадские платки, палехская миниатюра, ракульская роспись, русский ситец, северодвинская живопись, трёхгранновыемчатая резьба, узоры олимпийских одежд сборной России («перо жар-птицы»), уфтюжская роспись, хохлома, якутские узоры.

### Олимпийские часы
Ровно за 1000 дней до начала Олимпийских игр в Сочи во многих городах России были запущены часы обратного отсчёта, по которым можно было наблюдать за тем, сколько дней, часов, минут и секунд осталось до открытия Олимпийских игр. Так, Олимпийские часы начали обратный отсчёт в Нижнем Новгороде, Хабаровске, Новосибирске, Екатеринбурге, Пятигорске, Ростове-на-Дону, Санкт-Петербурге и Москве. Установка часов фирмы «Омега» вызвала множество споров, особенно в Нижнем Новгороде.

### Олимпийский огонь
Эстафета олимпийского огня началась в Москве 7 октября 2013 года и закончилась в Сочи 7 февраля 2014 года. По словам представителей оргкомитета Олимпийских игр, эстафета должна была стать самой продолжительной за всю историю — 123 дня — и самой протяжённой — более 40 тысяч километров. Олимпийский огонь был пронесён через столицы всех 83 субъектов Российской Федерации.
Эстафета состояла из четырёх этапов. Первый начался 7 октября 2013 года в Москве, куда огонь был доставлен из Афин. Далее в ходе автопробега он был перевезён в Санкт-Петербург. За 23 дня огонь посетил 15 основных городов Центрального и Северо-Западного федеральных округов. На втором этапе факел доставлен самолётом из Санкт-Петербурга во Владивосток, откуда в течение 30 дней он путешествовал по Северу и Дальнему Востоку страны. Вернувшись во Владивосток, огонь отправился в третье путешествие — поездом до Элисты. За 58 дней, которые организаторы отвели на этот этап, олимпийский огонь увидели жители 45 городов. На заключительном, четвёртом этапе, факел олимпийского огня автопробегом из Элисты через 10 городов юга страны прибыл в Сочи 7 февраля 2014 года. В ходе своего путешествия олимпийский огонь побывал в самом глубоком озере мира — Байкале, на Эльбрусе и на Северном полюсе. Кроме того, огонь отправляли в космос.
В эстафете олимпийского огня приняли участие 14 тысяч факелоносцев.
По информации газеты «Ведомости», оргкомитет игр решил закупить 16 тысяч факелов. Производством факелов занялся Красноярский машиностроительный завод. Стоимость одного факела оценивается в 12 942 рубля. Исходя из информации источников «Ведомостей», общий контракт на закупку факелов может составить около 207 млн рублей.

### Олимпийские медали
Всего было изготовлено 1254 медали, что является рекордным показателем для зимних олимпийских игр. Каждая медаль на лицевой стороне имеет изображение олимпийских колец, на оборотной стороне изображён официальный логотип «Сочи-2014» и надпись вида соревновательной олимпийской программы на английском языке.
Вес каждой медали, представляющей уникальное ювелирное изделие, составляет от 460 до 531 грамма. Паралимпийские медали весят от 585 до 686 граммов. Изготовление олимпийских наград было поручено компании «Адамас».

### Монеты и банкноты
Банк России выпустил памятные денежные знаки и монеты из драгоценных металлов (серебро и золото) и недрагоценных металлов (медно-никелевый сплав), посвящённые XXII Олимпийским зимним играм и XI Паралимпийским зимним играм 2014 года в Сочи.

## Церемония открытия
Церемония открытия игр проходила на стадионе «Фишт», начавшись 7 февраля в 20:14 по московскому времени. Общая длительность шоу составила около трёх часов.
Церемонию посмотрели три миллиарда человек. Трансляцию обеспечивали 140 телекамер, а всего в подготовке мероприятия было задействовано более 12 тысяч человек.
На открытие Олимпиады прибыли главы 44 государств, больше, чем на Олимпиадах в Ванкувере и Турине вместе взятых.
Во время шоу произошла накладка — одна из пяти трансформирующихся в олимпийские кольца гигантских снежинок не раскрылась. В России эти кадры лишь на несколько секунд попали в эфир и были оперативно заменены кадрами с репетиции церемонии, где все снежинки раскрывались штатно. Этот эпизод был впоследствии обыгран на церемонии закрытия игр.

## Соревнования
Пятнадцать зимних спортивных дисциплин, объединённых в семь олимпийских видов спорта, входили в программу зимних Олимпийских игр 2014. Сюда вошли три коньковых вида, шесть лыжных видов, два вида бобслея, а также четыре отдельных вида спорта. Всего разыгрывалось 98 комплектов медалей, что на 12 больше, чем было в Ванкувере 2010:
6 апреля 2011 года исполком МОК включил пять новых соревнований:
- прыжки с трамплина (женщины),
- командные соревнования в фигурном катании,
- эстафета в санном спорте,
- хафпайп во фристайле (мужчины и женщины),
- смешанная эстафета в биатлоне.

4 июля того же года на заседании в Дурбане (ЮАР) было принято решение о включении в программу Сочи 2014 трёх новых дисциплин:
- слоупстайл во фристайле (мужчины и женщины),
- слоупстайл в сноуборде (мужчины и женщины),
- параллельный слалом в сноуборде (мужчины и женщины).

Номера в скобках указывают количество комплектов медалей, разыгрываемых в конкретной дисциплине.
1. Биатлон (11) (подробнее)
2. Бобслей
  -  Бобслей (3) (подробнее)
  -  Скелетон (2) (подробнее)
3. Кёрлинг (2) (подробнее)
4. Коньковые виды спорта
  -  Конькобежный спорт (12) (подробнее)
  -  Фигурное катание (5) (подробнее)
  -  Шорт-трек (8) (подробнее)
5. Лыжные виды спорта
  -  Горнолыжный спорт (10) (подробнее)
  -  Лыжное двоеборье (3) (подробнее)
  -  Лыжные гонки (12) (подробнее)
  -  Прыжки на лыжах с трамплина (4) (подробнее)
  -  Фристайл (10) (подробнее)
  -  Сноуборд (10) (подробнее)
6. Санный спорт (4) (подробнее)
7. Хоккей (2) (подробнее)

### Календарь
Источник (англ.), PDF
| ЦО | Церемония открытия | ● | Квалификации | № | Финалы соревнований | ПВ | Показательные выступления | ЦЗ | Церемония закрытия |

| Февраль                     | 06 Чт | 07 Пт | 08 Сб | 09 Вс | 10 Пн | 11 Вт | 12 Ср | 13 Чт | 14 Пт | 15 Сб | 16 Вс | 17 Пн | 18 Вт | 19 Ср | 20 Чт | 21 Пт | 22 Сб | 23 Вс | Медали |
| --------------------------- | ----- | ----- | ----- | ----- | ----- | ----- | ----- | ----- | ----- | ----- | ----- | ----- | ----- | ----- | ----- | ----- | ----- | ----- | ------ |
| Церемонии                   |       | ЦО    |       |       |       |       |       |       |       |       |       |       |       |       |       |       |       | ЦЗ    |        |
| Биатлон                     |       |       | 1     | 1     | 1     | 1     |       | 1     | 1     |       |       | 1     | 1     | 1     |       | 1     | 1     |       | 11     |
| Бобслей                     |       |       |       |       |       |       |       |       |       |       | ●     | 1     | ●     | 1     |       |       | ●     | 1     | 3      |
| Горнолыжный спорт           |       |       |       | 1     | 1     |       | 1     |       | 1     | 1     | 1     |       | 1     | 1     |       | 1     | 1     |       | 10     |
| Кёрлинг                     |       |       |       |       | ●     | ●     | ●     | ●     | ●     | ●     | ●     | ●     | ●     | ●     | 1     | 1     |       |       | 2      |
| Конькобежный спорт          |       |       | 1     | 1     | 1     | 1     | 1     | 1     |       | 1     | 1     |       | 1     | 1     |       | ●     | 2     |       | 12     |
| Лыжное двоеборье            |       |       |       |       |       |       | 1     |       |       |       |       |       | 1     |       | 1     |       |       |       | 3      |
| Лыжные гонки                |       |       | 1     | 1     |       | 2     |       | 1     | 1     | 1     | 1     |       |       | 2     |       |       | 1     | 1     | 12     |
| Прыжки на лыжах с трамплина |       |       | ●     | 1     |       | 1     |       |       | ●     | 1     |       | 1     |       |       |       |       |       |       | 4      |
| Санный спорт                |       |       | ●     | 1     | ●     | 1     | 1     | 1     |       |       |       |       |       |       |       |       |       |       | 4      |
| Скелетон                    |       |       |       |       |       |       |       | ●     | 1     | 1     |       |       |       |       |       |       |       |       | 2      |
| Сноуборд                    | ●     |       | 1     | 1     |       | 1     | 1     |       |       |       | 1     |       | 1     | 2     |       |       | 2     |       | 10     |
| Фигурное катание            | ●     |       | ●     | 1     |       | ●     | 1     | ●     | 1     |       | ●     | 1     |       | ●     | 1     |       | ПВ    |       | 5      |
| Фристайл                    | ●     |       | 1     |       | 1     | 1     |       | 1     | 1     |       |       | 1     | 1     |       | 2     | 1     |       |       | 10     |
| Хоккей                      |       |       | ●     | ●     | ●     | ●     | ●     | ●     | ●     | ●     | ●     | ●     | ●     | ●     | 1     | ●     | ●     | 1     | 2      |
| Шорт-трек                   |       |       |       |       | 1     |       |       | 1     |       | 2     |       |       | 1     |       |       | 3     |       |       | 8      |
| Медалей за день             |       |       | 5     | 8     | 5     | 8     | 6     | 6     | 6     | 7     | 4     | 5     | 7     | 8     | 6     | 7     | 7     | 3     | 98     |
| Медалей всего               |       |       | 5     | 13    | 18    | 26    | 32    | 38    | 44    | 51    | 55    | 60    | 67    | 75    | 81    | 88    | 95    | 98    |        |
| Февраль                     | 06 Чт | 07 Пт | 08 Сб | 09 Вс | 10 Пн | 11 Вт | 12 Ср | 13 Чт | 14 Пт | 15 Сб | 16 Вс | 17 Пн | 18 Вт | 19 Ср | 20 Чт | 21 Пт | 22 Сб | 23 Вс | Медали |

### Страны-участницы
На Олимпийских играх в Сочи представлены 88 стран, что является новым олимпийским рекордом. Впервые в зимних олимпийских играх, проходивших в Сочи, приняли участие семь новых стран: Доминика, Мальта, Парагвай, Восточный Тимор, Того, Тонга и Зимбабве.
| - Австралия - Австрия - Азербайджан - Албания - Американские Виргинские Острова - Андорра - Аргентина - Армения - Беларусь - Бельгия - Бермуды - Болгария - Босния и Герцеговина - Бразилия - Британские Виргинские Острова - Великобритания - Венгрия - Венесуэла - Восточный Тимор - Германия - Гонконг - Греция | - Грузия - Дания - Доминика - Зимбабве - Израиль - Индия - Иран - Ирландия - Исландия - Испания - Италия - Казахстан - Каймановы острова - Канада - Кипр - Кыргызстан - Китай - Латвия - Ливан - Литва - Лихтенштейн - Люксембург | - Македония - Мальта - Марокко - Мексика - Молдова - Монако - Монголия - Непал - Нидерланды - Новая Зеландия - Норвегия - Пакистан - Парагвай - Перу - Польша - Португалия - Россия - Румыния - Сан-Марино - Сербия - Словакия - Словения | - США - Таджикистан - Таиланд - Тайвань - Того - Тонга - Турция - Узбекистан - Украина - Филиппины - Финляндия - Франция - Хорватия - Черногория - Чехия - Чили - Швейцария - Швеция - Эстония - Республика Корея - Ямайка - Япония |  |

| - Австралия - Австрия - Азербайджан - Албания - Американские Виргинские Острова - Андорра - Аргентина - Армения - Беларусь - Бельгия - Бермуды - Болгария - Босния и Герцеговина - Бразилия - Британские Виргинские Острова - Великобритания - Венгрия - Венесуэла - Восточный Тимор - Германия - Гонконг - Греция | - Грузия - Дания - Доминика - Зимбабве - Израиль - Индия - Иран - Ирландия - Исландия - Испания - Италия - Казахстан - Каймановы острова - Канада - Кипр - Кыргызстан - Китай - Латвия - Ливан - Литва - Лихтенштейн - Люксембург | - Македония - Мальта - Марокко - Мексика - Молдова - Монако - Монголия - Непал - Нидерланды - Новая Зеландия - Норвегия - Пакистан - Парагвай - Перу - Польша - Португалия - Россия - Румыния - Сан-Марино - Сербия - Словакия - Словения | - США - Таджикистан - Таиланд - Тайвань - Того - Тонга - Турция - Узбекистан - Украина - Филиппины - Финляндия - Франция - Хорватия - Черногория - Чехия - Чили - Швейцария - Швеция - Эстония - Республика Корея - Ямайка - Япония |  |

| - Австралия - Австрия - Азербайджан - Албания - Американские Виргинские Острова - Андорра - Аргентина - Армения - Беларусь - Бельгия - Бермуды - Болгария - Босния и Герцеговина - Бразилия - Британские Виргинские Острова - Великобритания - Венгрия - Венесуэла - Восточный Тимор - Германия - Гонконг - Греция | - Грузия - Дания - Доминика - Зимбабве - Израиль - Индия - Иран - Ирландия - Исландия - Испания - Италия - Казахстан - Каймановы острова - Канада - Кипр - Кыргызстан - Китай - Латвия - Ливан - Литва - Лихтенштейн - Люксембург | - Македония - Мальта - Марокко - Мексика - Молдова - Монако - Монголия - Непал - Нидерланды - Новая Зеландия - Норвегия - Пакистан - Парагвай - Перу - Польша - Португалия - Россия - Румыния - Сан-Марино - Сербия - Словакия - Словения | - США - Таджикистан - Таиланд - Тайвань - Того - Тонга - Турция - Узбекистан - Украина - Филиппины - Финляндия - Франция - Хорватия - Черногория - Чехия - Чили - Швейцария - Швеция - Эстония - Республика Корея - Ямайка - Япония |  |

| - Австралия - Австрия - Азербайджан - Албания - Американские Виргинские Острова - Андорра - Аргентина - Армения - Беларусь - Бельгия - Бермуды - Болгария - Босния и Герцеговина - Бразилия - Британские Виргинские Острова - Великобритания - Венгрия - Венесуэла - Восточный Тимор - Германия - Гонконг - Греция | - Грузия - Дания - Доминика - Зимбабве - Израиль - Индия - Иран - Ирландия - Исландия - Испания - Италия - Казахстан - Каймановы острова - Канада - Кипр - Кыргызстан - Китай - Латвия - Ливан - Литва - Лихтенштейн - Люксембург | - Македония - Мальта - Марокко - Мексика - Молдова - Монако - Монголия - Непал - Нидерланды - Новая Зеландия - Норвегия - Пакистан - Парагвай - Перу - Польша - Португалия - Россия - Румыния - Сан-Марино - Сербия - Словакия - Словения | - США - Таджикистан - Таиланд - Тайвань - Того - Тонга - Турция - Узбекистан - Украина - Филиппины - Финляндия - Франция - Хорватия - Черногория - Чехия - Чили - Швейцария - Швеция - Эстония - Республика Корея - Ямайка - Япония |  |

### Медальный зачёт

#### История
По итогам Олимпийских игр Россия с 13 золотыми медалями была на первом месте до октября 2017 года. Однако, в связи с допинговым скандалом и докладом Макларена последовала целая цепь событий, в результате которых Россия была лишена некоторых золотых, серебряных и бронзовых наград.

##### Последовательность изменения количества медалей сборной России на XXII зимних Олимпийских играх
| Дата изменения                                                                       | Вид спорта/Олимпийская дисциплина                                          | НОК    | 1    | 2  | 3  | Всего | Ссылка на источник |
| ------------------------------------------------------------------------------------ | -------------------------------------------------------------------------- | ------ | ---- | -- | -- | ----- | --- |
| Список изменений в медальном зачёте спустя шесть лет после окончания Олимпийских игр |                                                                            |        |      |    |    |       | |
| 1 ноября 2017                                                                        | Лыжные гонки 50 км, масс-старт, свободный стиль Мужчины 4 × 10 км эстафета | Россия | −1   | −1 |    | −2    | МОК дисквалифицировал лыжника Александра Легкова и лишил его золотой и серебряной медалей. |
| 9 ноября 2017                                                                        | Лыжные гонки 50 км, масс-старт, свободный стиль Мужской командный спринт   | Россия |      | −2 |    | −2    | МОК дисквалифицировал лыжника Максима Вылегжанина и лишил его двух серебряных медалей. |
| 22 ноября 2017                                                                       | Скелетон Мужчины Женщины                                                   | Россия | −1   |    | −1 | −2    | МОК дисквалифицировал скелетонистов Александра Третьякова и Елену Никитину и лишил их олимпийских медалей. |
| 24 ноября 2017                                                                       | Бобслей Мужчины-двойки Мужчины-четвёрки                                    | Россия | -2   |    |    | −2    | МОК дисквалифицировал Александра Зубкова и лишил его двух золотых олимпийских наград. |
| 24 ноября 2017                                                                       | Конькобежный спорт Женщины 500 м                                           | Россия |      | -1 |    | −1    | МОК дисквалифицировал Ольгу Фаткулину и лишил её серебряной медали. |
| 27 ноября 2017                                                                       | Биатлон 7,5 км, спринт, женщины Женщины, 4 × 6 км эстафета                 | Россия |      | −2 |    | −2    | МОК дисквалифицировал Яну Романову и Ольгу Вилухину и лишил их олимпийских медалей. 1 декабря была пожизненно дисквалифицирована и лишена медали Ольга Зайцева.                                                                                  |
| 01 февраля 2018                                                                      | Лыжные гонки 50 км, масс-старт, свободный стиль Мужчины 4 × 10 км эстафета | Россия | +1   | +1 |    | +2    | Спортивный арбитражный суд (CAS) аннулировал санкции МОК по отношению к Александру Легкову и вернул золотую и серебряную медали. |
| 01 февраля 2018                                                                      | Лыжные гонки 50 км, масс-старт, свободный стиль Мужской командный спринт   | Россия |      | +2 |    | +2    | CAS аннулировал санкции МОК по отношению к Максиму Вылегжанину и вернул две серебряных медали. |
| 01 февраля 2018                                                                      | Скелетон Мужчины Женщины                                                   | Россия | +1   |    | +1 | +2    | CAS аннулировал санкции МОК по отношению к Александру Третьякову и Елене Никитиной и вернул золотую и бронзовую медали. |
| 01 февраля 2018                                                                      | Конькобежный спорт Женщины 500 м                                           | Россия |      | +1 |    | +1    | CAS аннулировал санкции МОК по отношению к Ольге Фаткулиной и вернул серебряную медаль. |
| 15 февраля 2020                                                                      | Биатлон Мужчины 4×7.5 км эстафета                                          | Россия | (-1) |    |    | (-1)  | Международный союз биатлонистов (IBU) признал биатлониста Евгения Устюгова виновным в нарушении антидопинговых правил, он мог быть лишён золотой медали в эстафете вместе с партнёрами по команде, однако данное решение не было утверждено МОК. |
| 24 сентября 2020 года                                                                | Биатлон 7,5 км, спринт, женщины                                            | Россия |      | +1 |    | +1    | CAS оправдал Яну Романову и Ольгу Вилухину, Вилухиной вернули медаль за спринтерскую гонку. Романова осталась без эстафетной медали из-за дисквалификации Зайцевой.                                                                              |

| НОК    | Золото | Серебро | Бронза | Всего |
| ------ | ------ | ------- | ------ | ----- |
| Россия | −3     | -1      | 0      | -4    |

#### Распределение мест в медальном зачёте после корректировок
Данная таблица приведена по состоянию на текущую дату, поскольку итоги медального зачёта неоднократно корректировались спустя три года после завершения Олимпийских игр.

Жирным выделено наибольшее количество медалей в своей категории; страна-организатор выделена синим цветом.
|       | Общее количество медалей | Общее количество медалей | Общее количество медалей | Общее количество медалей | Всего |
| Место | Страна                   | Золото                   | Серебро                  | Бронза                   | Всего |
| ----- | ------------------------ | ------------------------ | ------------------------ | ------------------------ | ----- |
| 1     | Норвегия                 | 11                       | 6                        | 9                        | 26    |
| 2     | Россия                   | 10                       | 10                       | 9                        | 29    |
| 3     | Канада                   | 10                       | 10                       | 5                        | 25    |
| 4     | США                      | 9                        | 9                        | 10                       | 28    |
| 5     | Нидерланды               | 8                        | 7                        | 9                        | 24    |
| 6     | Германия                 | 8                        | 6                        | 5                        | 19    |
| 7     | Швейцария                | 7                        | 2                        | 2                        | 11    |
| 8     | Беларусь                 | 5                        | 0                        | 1                        | 6     |
| 9     | Австрия                  | 4                        | 8                        | 5                        | 17    |
| 10    | Франция                  | 4                        | 4                        | 7                        | 15    |
| Всего | Всего                    | 99                       | 95                       | 99                       | 293   |

## Церемония закрытия
Церемония закрытия игр проходила на стадионе «Фишт», начавшись 23 февраля в 20:14 по московскому времени. Основной темой была русская культура глазами европейца. После этого Олимпийский флаг был передан мэру Пхёнчхана, и самолётом вместе со сборной Южной Кореи прибыл 25 февраля в Корею.

## Организация проведения
Для организации и проведения Олимпийских зимних игр в Сочи 1 декабря 2007 года был принят Федеральный закон, в котором были определены вопросы организации и проведения игр. Согласно этому закону организация подготовки и проведения игр осуществлялась Олимпийским комитетом России, городом Сочи, Оргкомитетом «Сочи 2014», Международным олимпийским комитетом, иными организациями, осуществлявшим отдельные функции по подготовке и проведению игр.
Ответственным за координацию деятельности всех организаций от Правительства РФ первоначально был назначен вице-премьер Александр Жуков, а с 14 октября 2008 года — Дмитрий Козак (также в ранге вице-премьера).

### Оргкомитет «Сочи 2014»
Полное наименование: Автономная некоммерческая организация «Организационный комитет XXII Олимпийских зимних игр и XI Паралимпийских зимних игр 2014 года в г. Сочи».
Структура Оргкомитета:
1. Наблюдательный совет — высший орган управления;
2. Руководство (обеспечивает выполнение принимаемых на высшем уровне решений);
3. Ревизионная комиссия (осуществляет постоянный контроль над расходованием бюджетных средств).

Персональный состав Наблюдательного совета и Руководства утверждены 2 октября 2007 года на заседании Совета при Президенте Российской Федерации по развитию физической культуры и спорта, спорта высших достижений, подготовке и проведению XXII зимних Олимпийских игр и XI зимних Паралимпийских игр 2014 года в городе Сочи.

### Координационная комиссия МОК по Играм в Сочи
| Члены координационной комиссия МОК по состоянию на 10 февраля 2013 года |           |                                 |
| Член                                                                    | Страна    | Примечание                      |
| ----------------------------------------------------------------------- | --------- | ------------------------------- |
| Жан-Клод Килли                                                          | Франция   | Председатель комиссии, член МОК |
| Реми Шарметан                                                           | Франция   |                                 |
| Оттавио Чинкванта                                                       | Италия    | Член МОК                        |
| Филипп Древон                                                           | Франция   |                                 |
| Рене Фазель                                                             | Швейцария | Член исполкома МОК              |
| Джан-Франко Каспер                                                      | Швейцария | Член МОК                        |
| Гунилла Линдберг                                                        | Швеция    | Член исполкома МОК              |
| Мигель Сагарра                                                          | Испания   | Представитель МПК               |
| Хуан Антонио Самаранч-младший                                           | Испания   | Член исполкома МОК              |
| Бекки Скотт                                                             | Канада    | Член МОК                        |
| Цунэкадзу Такэда                                                        | Япония    |                                 |
| Чезаре Вачаго                                                           | Италия    |                                 |

### Финансирование

#### Расходы на подготовку и проведение игр
По данным, приведённым Владимиром Путиным, непосредственно на олимпийские объекты истрачено 214 млрд рублей. Из них 100 миллиардов — чисто государственное финансирование, а 114 — за счёт инвесторов. Таким образом, собственно на олимпийские объекты, с учётом инфляции, потрачено не больше, чем это делала какая-либо другая страна. Остальные средства истрачены на инфраструктуру южных регионов РФ и, в частности, г. Сочи. По словам управляющего делами президента РФ Владимира Кожина, всего на инфраструктуру при подготовке к играм ушло почти 80 % средств, выделенных на олимпиаду.
«Отчёт об осуществлении строительства олимпийских объектов и выполнении иных мероприятий, связанных со строительством олимпийских объектов за 2013 год» компании «Олимпстрой» показал, что фактические расходы на строительство всех спортивных и неспортивных объектов, включая железные и автомобильные дороги, электростанции и другие объекты инфраструктуры, составили 1,524 трлн рублей или 37,5 млрд евро.
По словам вице-премьера Дмитрия Козака, на сами олимпийские объекты к февралю 2013 года было потрачено около 200 млрд рублей, ещё 500 млрд— на инфраструктуру по развитию региона и 500 млрд рублей — на развитие Сочи и его городской инфраструктуры, непосредственно не связанных с Олимпиадой.
В январе 2014 года председатель правительства РФ Дмитрий Медведев назвал сумму затрат равной $6,4 млрд, отметив, что цифра в 50 млрд долларов включает в себя не только и не столько строительство олимпийских объектов, сколько строительство инфраструктуры с нуля.
Крупнейшим кредитором подготовки к Олимпийским играм в Сочи являлся «Внешэкономбанк». По состоянию на конец 2011 года, этим банком были одобрены кредиты на олимпийские объекты на общую сумму более 132 миллиардов рублей. Кредиты выдавались под поручительство корпорации «Олимпстрой». Больше всего денег получил проект «Роза Хутор» Владимира Потанина — 21 млрд рублей кредита в ВЭБе при общем объёме инвестиций в 69 млрд рублей. ВЭБ также прокредитовал реконструкцию сочинского аэропорта, строительство Адлерской ТЭС, основной Олимпийской деревни, спортивно-туристического комплекса «Горная карусель». При этом выданные «Внешэкономбанком» под поручительство «Олимпстроя» кредиты на возведение спортивных сооружений объёмом 190 млрд рублей не удалось вернуть вовремя. 3 июля газета «Коммерсантъ» сообщила о письме председателя ВЭБа Владимира Дмитриева к премьер-министру Дмитрию Медведеву, где тот сообщил о необходимости выделения средств, требуемых «либо на поддержку частных инвесторов для обеспечения возвратности кредитов ВЭБа, либо на компенсацию его убытков в случае принятия решения о реализации процедур банкротства заёмщиков». Глава ВЭБа попросил Медведева включить нужный лимит средств в проект закона о бюджете-2015 и на период 2016—2017 годов. В письме приводится список из девяти компаний-заемщиков, которые могут не выполнить своих обязательств перед ВЭБом, где оказались «Роза Хутор» Владимира Потанина, «Красная Поляна», акционером которой является Сбербанк, «Топ проджект» Виктора Вексельберга, «РогСибАл» Олега Дерипаски и «Итера-СпортСтрой», принадлежащая «Итере».
Президент МОК Томас Бах 3 февраля 2014 года на пресс-конференции в Сочи заявил, что затраты на организацию Олимпийских игр полностью остаются в рамках затрат прошлой Олимпиады, не превышают их. «Сложно говорить о затратах, когда полностью реконструирован регион. Немного старомодный летний курорт преобразован в современный круглогодичный комплекс. Игры — катализатор изменений и развития региона для будущего живущих здесь людей», — добавил он.
Вице-премьер Российской Федерации Дмитрий Козак заявил, что доходы от Олимпийских игр в Сочи превысили расходы на 1,5 млрд руб.
По мнению председателя координационной комиссии МОК по подготовке Игр-2014 Жана-Клода Килли, средства, направленные на подготовку к Олимпийским играм, были потрачены правильно.
По данным МОК, общая сумма затрат на проведение Игр в Сочи составила 41 млрд долларов, а операционная прибыль — 53 млн долларов.

#### Партнёры Игр
Оргкомитет Игр в Сочи постоянно подчёркивает важность партнёрской поддержки Игр и беспрецедентный объём привлечённых средств. Помимо 10 всемирных олимпийских партнёров, некоторые из которых работают с МОК уже десятки лет (The Coca-Cola Company впервые выступила спонсором Олимпиады ещё в 1932 году в Лос-Анджелесе), оргкомитет сочинских Игр заключил партнёрские соглашения с 14 компаниями, 8 из которых стали национальными партнёрами, 2 — партнёрами и ещё 4 — поставщиками. При этом из 8 национальных партнёров 5 являются государственными российскими компаниями («Аэрофлот», «Российские железные дороги», «Роснефть», «Ростелеком», «Сбербанк России»), таким образом это партнёрство фактически является одним из каналов государственного финансирования Игр.
| Всемирные олимпийские партнёры - Coca-Cola - Atos S.A. - Dow Chemical - General Electric - McDonald’s - Omega - Panasonic - Procter & Gamble - Samsung - VISA | Национальные партнёры - Аэрофлот - Bosco - МегаФон - Российские железные дороги - Роснефть - Ростелеком - Сбербанк России - Volkswagen Group Rus | Партнёры - Ингосстрах - PricewaterhouseCoopers - Спортлото Официальные поставщики - Адамас - Power Technologies - Education First - EXECT Business Training - Издательский дом «Коммерсантъ» - Пивоваренная компания «Балтика» - Avaya | Поставщики Сочи-2014 - Русский Винный Дом - Contemporary International - АЙТЕКО - КИОУТ - Kinesio - Пауль Хартманн - Русские автобусы - Европа плюс - Detech - Kärcher - Лаборатория Касперского | - Microsoft Rus - PR-агентство КРОС - Scania - World Class - Bauerfeind - Exect Business Training - Kelly Services - Life Fitness - Parter.ru - Росатом - Уральский завод противогололёдных материалов |

## Итоги Олимпиады в оценке специалистов, СМИ, участников, зрителей

### К итогам Олимпиады в Сочи: факты, результаты, оценки
По итогам Олимпиады в Сочи, несмотря на развязанный против России чёрный пиар, мировые СМИ были вынуждены признать её успех.
По мнению Международного олимпийского комитета, сочинская Олимпиада стала рекордной за всю историю зимних Олимпийских игр по многим показателям. Президент МОК Томас Бах: «Ни одной жалобы не поступило со стороны спортсменов. Они в восторге от сооружений, их впечатлило то, насколько близко (олимпийские) деревни от мест соревнований. … Эти Игры были великолепными и в определённой степени уникальными в плане логистики, так как спортсмен мог прийти на завтрак и пешком дойти на тренировку за несколько минут» …"Мы подошли к концу замечательных Олимпийских игр. Отзывы, которые мы слышим от участников, позитивные. Вы услышите только похвалу в адрес этих Игр. Аналогичные отзывы звучат и от других". Спустя год после игр президент МОК подтвердил успех игр и отметил значимость наследия игр в Сочи: «Олимпийские Зимние игры 2014 в Сочи имели большой успех. Русские обеспечили безупречную организацию игр. Сочи обещал превосходные спортивные объекты, выдающиеся олимпийские деревни и хорошую организацию. Всё, что было обещано, было выполнено. Сами спортсмены подтвердили это. … Спустя год после игр ясно, что Сочи получил в наследство большие возможности для дальнейшего развития.»
Практически все специалисты отмечали необычайно высокие темпы роста строительства объектов и выполнение всех обязательств перед МОК в части строительства как спортивных сооружений, так и инфраструктуры, обеспечивающей игры. Все объекты олимпийских игр были готовы в срок и соответствовали самым высоким мировым стандартам. Олимпиада была самой удобной из всех предыдущих для спортсменов с точки зрения расположения мест проживания и мест проведения спортивных состязаний. Путь от мест проживания спортсменов до объектов по всем видам соревнований занимал от 5 до 15 минут пешком. Организация Олимпиады также получила очень высокие оценки членов МОК, специалистов и СМИ в части организации безопасности, организации работы транспорта для зрителей и представителей средств массовой информации. Весь транспорт в Сочи для зрителей на период игр был бесплатным и работал круглосуточно. Работа волонтёров также получила высокие оценки. Многие гости отмечали хорошую подготовку к играм города, дружелюбие россиян и красоту мест проведения игр.
На олимпийских играх в Сочи присутствовало более 50 глав государств и правительств, 60 делегаций международных организаций и министров спорта, что в три раза больше, чем в Ванкувере. По информации председателя оргкомитета Д. Чернышенко, «если сложить вместе аналогичные показатели Турина и Ванкувера, то всё равно получится меньше глав государств, чем в Сочи. На церемонии открытия присутствовало 44 процента глав государств или правительств стран-участниц. Даже в Лондоне было меньше — всего 39».
В общей сложности в Сочи приехало более 2859 спортсменов из 88 стран мира, которые разыграли рекордные 98 комплектов наград. В качестве болельщиков гостями Сочи стали представители 126 стран. На Играх в Сочи было продано более 1,1 миллиона билетов на соревнования, что превышает количество билетов, проданных на зимнюю Олимпиаду 2010 года, несмотря на то, что в Ванкувере проживает около трёх миллионов жителей и объекты в Ванкувере были более вместительны, чем в Сочи. Не было зафиксировано ни единого поддельного билета, что свидетельствует об эффективности технологии изготовления и распространения билетов. За время проведения Олимпийских и Паралимпийских игр 2014 года только для посещения Олимпийского парка было продано почти 2 миллиона билетов.
Международный аэропорт Сочи в пиковые дни смог обеспечить 575 взлётно-посадочных операций в сутки, что сопоставимо с интенсивностью воздушного движения в крупнейших аэропортах мира.
Олимпийской вещательной службой было произведено более 1300 часов прямого эфира международных программ, в том числе 456 часов выпусков новостей. Трансляция Олимпийских игр осуществлялась на 159 стран, что превышает количество стран в Ванкувере (120). Всего XXII зимние Олимпийские игры транслировали 464 канала, что почти вдвое превышает показатели предыдущей зимней олимпиады в Ванкувере. Хотя бы одну минуту телевизионных трансляций Олимпийских игр посмотрело около 2 миллиардов человек, что на 200 миллионов человек больше, чем в Ванкувере. Продажа прав на телетрансляцию Олимпийских игр в Сочи принесла МОК 1,29 млрд долларов.
Огромный поток данных об олимпиаде в Сочи шёл через Интернет. Количество запросов о сочинской Олимпиаде превысило в два раза население Земли и достигло 13 млрд. Совокупный объём олимпийского интернет-трафика составил более 1 петабайта. По этим показателям Игры 2014 года стали самыми рейтинговыми в истории Олимпийского и Паралимпийского движения.
С финансовой точки зрения Зимняя Олимпиада в Сочи также может быть признана успешной. Общая сумма доходов от маркетинговой программы «Сочи 2014» превысила 1,3 млрд долларов США, что более чем в 3 раза превышает обязательства Заявочной книги. Благодаря поддержке партнёров, всемирно известных мировых и российских компаний, организаторы Игр в Сочи смогли профинансировать свыше 80 % затрат на их подготовку и проведения из внебюджетных источников. Операционная прибыль Оргкомитета Сочи 2014 составила 9 миллиардов рублей.
Согласно исследованию компании Nielsen, Олимпийские игры в Сочи оправдали и даже превзошли ожидания подавляющего большинства (94 %) опрошенных жителей России, а 75 % опрошенных россиян уверены, что наследие, которое оставили после себя Игры в Сочи, будет работать в будущем ещё долгие годы. Сходные оценки итогов Олимпиады в Сочи зафиксировали исследования ВЦИОМ.

### Мнения организаторов
- Президент Международного олимпийского комитета Томас Бах: «Я буду с удовлетворением работать вместе с Сочи и для успеха Сочи»[97].
- Почётный член МОК, трёхкратный олимпийский чемпион Жан-Клод Килли: «Безусловно, между Сочи в 2007 году и Сочи в 2014 году невообразимая разница. Работа была проведена наилучшим образом. Были продемонстрированы богатые ресурсы такой большой страны, как Россия. Я говорил, что эти Игры станут лучшими в истории, и так оно и получилось. И ваша страна должна гордиться этим. Это получилось благодаря людям, десяткам тысяч людей, которые готовили Игры. Также это стало возможным благодаря вкладу политических лиц, которые постоянно участвовали в процессе и, прежде всего, Президенту страны Владимиру Путину. Внимание главы государства к проекту было беспрецедентным, начиная с момента выбора города-хозяина Игр и до церемонии закрытия. Это объясняет огромный и уникальный успех Игр в Сочи»[98]
- Владимир Путин: «Я могу с полной уверенностью сказать, что если бы мы не смогли восстановить территориальную целостность страны, если бы мы не прекратили противостояние на Кавказе в том виде, в котором оно было лет пять-семь назад, если бы мы принципиальным образом не изменили ситуации в экономике, если бы мы не решили ряд социальных задач, не видать бы нам никакой Олимпиады как своих ушей»[99].
- Президент ФИС, член МОК Джан-Франко Каспер: «То, что удалось сделать в Сочи за 7 лет, поражает. Организация Олимпийских игр — это всегда сложная задача, масштаб и размах Игр требуют многолетнего планирования и создания огромной инфраструктуры. Я люблю приводить в качестве примера альпийские курорты. Обычно для их создания нужны десятилетия, а в Сочи всё было возведено всего лишь за 7 лет. Это производит впечатление»[100]. «В целом ожидания от Олимпиады в Сочи очень хорошие. Игры поразят наше воображение, там мы сможем увидеть все самые современные технологические достижения. В горах за пять лет была проделана масштабная работа, аналогичная той, что протекала в Альпах в течение последних 150 лет»[101].
- Президент Оргкомитета «Сочи 2014» Дмитрий Чернышенко: «Игры в Сочи не перестают ставить рекорды и после своего завершения. Финансовые показатели стали самыми успешными по сравнению с предыдущими Играми, а все заработанные средства будут направлены на развитие спорта в России. Кроме того, мы предложили новую формулу распределения доходов Игр между национальным Олимпийским и Паралимпийским комитетом, направив значительное количество средств на развитие Паралимпийского движения и создание больших возможностей для занятия спортом людей с инвалидностью. Дополнительно к действующим контрактам по итогам Игр на развитие Паралимпийского спорта может быть направлено до 600 млн руб. Это станет ещё одним вкладом в масштабное наследие, которое оставят после себя Олимпийские и Паралимпийские игры в Сочи»[94].

### Мнения участников
- Президент МОК Томас Бах: «Это великолепные соревнования для всех спортсменов. Олимпийские деревни действительно прекрасны, и атлетам очень нравятся условия проживания. А если спортсмены довольны, значит, я доволен ещё больше»[102].
- Канадский хоккеист Пи Кей Суббан: «То, что мы увидели в Сочи, — это полная противоположность тому, о чём говорилось в СМИ. Номера — потрясающие. Организация — отличная.»[103]
- Американский бобслеист Даллас Робинсон: «Нужно сосредоточиться на всём том, что сделала Россия, чтобы провести эти Игры. Отметить всех потрясающих волонтёров, охранников, военных, строителей. Русские сделали блестящую работу! Я ими восхищён!»[104][105].
- Шведский хоккеист Хенрик Лундквист: «Эти игры лучшие. Я могу сравнивать с Ванкувером, Турином. Всё великолепно: олимпийская деревня, еда, арены. Я говорю спасибо Сочи, России, вы великие хозяева игр!»[106]
- Ти Джей Лэннинг (TJ Lanning) — тренер горнолыжной сборной США: «В моей спортивной биографии нынешняя Олимпиада в России — третья по счёту. Сочи — компактный, красивый туристический город, где тёплое море соседствует со снежными вершинами. Прекрасно организовано всё, начиная от прибытия в аэропорт, прохождения контроля, заканчивая размещением в Олимпийской деревне на Красной Поляне, трассами и обслуживанием. Россия — удивительная страна. Это здорово, что люди здесь не такие хмурые, какими их иногда показывают по нашему телевидению. Олимпийские игры — это возможность новых встреч и долгой дружбы»[107].
- Президент Международной федерации лыжного спорта (ФИС) и член Международного олимпийского комитета (МОК) Джан-Франко Каспер через неделю после открытия Олимпиады в интервью газете Sonntag Aktuell: «То, как до сих пор проходят Олимпийские игры в Сочи, стало для меня приятным сюрпризом. Пока многое проходит лучше, чем ожидалось. А когда видишь, как много здесь возведено за последние годы, то это — выдающееся достижение»[108].

### Мнения болельщиков и зрителей
- Британский автогонщик Льюис Хэмилтон: «Я в восторге от Олимпийских игр в Сочи — это лучшие Игры. Я видел много фотографий России и всегда восхищался вашей страной. Жду возможности увидеть трассу в Сочи»[109]
- Семейная пара из Канады: «Мы уже бывали на Олимпиаде в Ванкувере, потому нам есть с чем сравнивать. Наблюдая за тем, что происходит в Сочи, могу ответственно заявить: Россия проделала очень хорошую работу. Стадионы прекрасны, а горная деревня „Роза Хутор“ — это просто нечто, настоящая Швейцария»[110].
- Кэтрин из Огайо, США: «Здесь просто прекрасно. Никогда не видела ничего подобного. Так много стадионов в одном месте. Много людей из разных стран. Очень много впечатлений. Здорово!»[111]

Спортсмены и болельщики остались довольны архитектурой, пейзажем, кухней. Многие американцы, присутствовавшие на Олимпиаде в Сочи, говорили, что опасения относительно безопасности оказались напрасными.

## Спортивные и инфраструктурные объекты, построенные к Олимпиаде

### Спортивные сооружения
Спортивные сооружения были построены в двух кластерах:
1. Прибрежный кластер, или Олимпийский парк. Олимпийский парк Сочи расположен на побережье Чёрного моря в Имеретинской низменности. Строительство некоторых объектов Олимпийского парка завершилось в конце 2012 года, чтобы в 2013 году провести тестовые соревнования, другие же объекты завершили в 2013—2014 годах.
2. Горный кластер, или Красная Поляна

Спортивные объекты, построенные в Сочи к Олимпиаде:
| Сооружение                        | Место расположения | Спорт                               | Спорт                        | Вместимость                               |
| Сооружение                        | Место расположения | Олимпийские игры                    | Паралимпийские игры          | Вместимость                               |
| --------------------------------- | ------------------ | ----------------------------------- | ---------------------------- | ----------------------------------------- |
| Олимпийский стадион «Фишт»        | Олимпийский парк   | Церемонии: открытия/закрытие        | Церемонии: открытия/закрытие | 40000                                     |
| Большой (ледовый дворец)          | Олимпийский парк   | Хоккей с шайбой                     | —                            | 12000                                     |
| Шайба (ледовая арена)             | Олимпийский парк   | Хоккей с шайбой                     | Следж-хоккей на льду         | 7000                                      |
| Кёрлинговый центр «Ледяной куб»   | Олимпийский парк   | Кёрлинг                             | Кёрлинг на колясках          | 3000                                      |
| Айсберг (ледовый дворец спорта)   | Олимпийский парк   | Фигурное катание Шорт-трек          | —                            | 12000                                     |
| Адлер-Арена                       | Олимпийский парк   | Конькобежный спорт                  | —                            | 8000                                      |
| Лаура (лыжно-биатлонный комплекс) | Красная Поляна     | Биатлон Лыжные гонки                | Биатлон Лыжные гонки         | 7500                                      |
| Горнолыжный центр «Роза Хутор»    | Красная Поляна     | Горнолыжный спорт                   | Горнолыжный спорт            | 7500                                      |
| Русские горки (трамплин)          | Красная Поляна     | Лыжное двоеборье Прыжки с трамплина | —                            | 7500                                      |
| Санки (санно-бобслейная трасса)   | Красная Поляна     | Бобслей Санный спорт Скелетон       | —                            | 5000                                      |
| Экстрим-парк «Роза Хутор»         | Красная Поляна     | Фристайл Сноуборд                   | Пара-сноуборд                | 4000 (для фристайла) 6250 (для сноуборда) |

### Инфраструктура
Всего в процессе подготовки к Олимпийским играм было построено 380 объектов, большая часть которых относится к объектам инфраструктуры, обеспечивающим развитие города Сочи как круглогодичного курорта.

#### Развитие энергетики
Всего было построено и введено в эксплуатацию 66 объектов. Были построены и введены в эксплуатацию новые генерирующие мощности в 1200 Мвт за счёт развития Сочинской ТЭС и строительства новой Адлерской ТЭС l.
Более половины затрат на развитие энергетики было потрачено на развитие электросилового хозяйства: строительство новых электрических подстанций, линий электропередач (в том числе 550 км высоковольтных).
Был построен новый газопровод Джубга-Сочи, что позволило обеспечить работу электростанций, а также провести газификацию населённых пунктов.

#### Развитие транспортной инфраструктуры
На развитие транспортной инфраструктуры была направлена большая часть инвестиций, связанных с Олимпиадой и развитием города Сочи как круглогодичного горно-климатического курорта. Было построено более 200 км железнодорожных путей, 54 моста и 22 тоннеля.
Построена и введена в эксплуатацию совмещённая автомобильная и железная дорога, соединившая Адлер, Сочи, аэропорт и спортивные объекты прибрежного кластера в Имеретинской низменности с горным кластером в районе Красной Поляны. Проведена реконструкция железной дороги от Туапсе до Адлера.
Существенное развитие получил международный аэропорт Сочи, где построена посадочная галерея с 10 телетрапами, новое здание аэровокзала, а взлётная полоса была увеличена на 300 м
Для доставки строительных материалов и оборудования был построен морской порт Сочи Имеретинский, который по окончании Олимпиады переоборудован в яхтенную марину. В морском порту Сочи построен выносной терминал, который позволил принимать круизные суда вместимостью 3 тыс. человек.

#### Развитие связи и телекоммуникации
Предусмотренные ФЦП бюджетные средства и частные инвестиции в размере 580 млн долл были направлены на строительство и модернизацию телекоммуникационной инфраструктуры региона: строительство сети подвижной радиосвязи стандарта TETRA на 100 пользовательских групп (ёмкостью 10 тыс. абонентов), 700 км волоконно-оптических линий передачи вдоль автомобильных дорог на участках Анапа — Джубга — Сочи с ответвлением Джубга — Краснодар, инфраструктура цифрового телерадиовещания. В проект также входило создание инфокоммуникационного центра вещания на зарубежные страны через три спутника связи в стандарте HDTV.
При строительстве Главного медиацентра в Олимпийском парке и медиацентра в Красной Поляне были использованы самые современные технологии, обеспечившие трансляцию на 159 стран.

#### Гостиницы
Для размещения гостей Олимпиады и дальнейшего использования после Олимпиады было построено 42 объекта, позволившие увеличить возможности для размещения более чем для 25000 человек.
Требования МОК по качеству: примерно 3 тыс. из общего числа номеров должны соответствовать «пяти звёздам», 9605 — должны быть категории «четыре звезды», а 21 716 — работать по стандартам «трёх звёзд», были выполнены.

#### Прочие объекты
Значительные средства были потрачены на строительство очистных сооружений и переработке твёрдых бытовых отходов. Общая мощность построенных очистных сооружений составила 220000 кубических метров жидкостей в день.

## Олимпиада-2014 в культуре

### Культурная олимпиада «Сочи 2014»
В процессе подготовки и проведения XXII Зимних Олимпийских игр был задуман и реализован проект Культурной Олимпиады «Сочи 2014». Миссия — сохранить и приумножить культурное богатство России, вовлечь каждого жителя в грандиозный праздник и представить в 2014 году всё самое лучшее гостям Игр. Проект Культурной Олимпиады «Сочи 2014» охватывал период с 2010 по 2014 год и территорию всей страны с центром в городе Сочи. 2010 год был годом кино, 2011 — годом театра, 2012 — годом музыки, 2013 — годом музеев. За 4 года в рамках Культурной программы Олимпиады «Сочи 2014» прошло более 3000 различных мероприятий (концертов, фестивалей, спектаклей, фильмов, выставок) с участием более 100 000 артистов. Гостями мероприятий стали порядка 4 миллионов человек.

### В кинематографе
- Студия «Остров» (режиссёр Сергей Мирошниченко) сняла официальный фильм о зимних Олимпийских играх в Сочи по заказу МОК[128][129]. Картина продолжительностью около трёх часов под названием «Кольца мира» рассказывает о победителях и призёрах в различных видах спорта, олимпийских принципах, психологии спорта, организации и проведении игр[130]. Показ фильма на телеканале Россия был приурочен к годовщине начала Олимпийских игр в Сочи.
- Кинокомпания «Мастерская» (режиссёр Дмитрий Зинченков) сняла документальный фильм «Высота», посвящённый строительству олимпийских объектов в горах, в районе Красной Поляны[131].
- Израильский режиссёр Александр Гентелев на деньги Германии, Австрии и Израиля снял документальный фильм «Putin’s Games», который рассказывает о коррупции при подготовке к Олимпийским играм[132]. Мировая премьера фильма состоялась 24 ноября 2013 года на международном фестивале документального кино в Амстердаме (IDFA). В России фильм показали на фестивале «Артдокфест» 6 декабря 2013 года. По словам немецкого продюсера фильма, российские власти пытались выкупить фильм за 600 тысяч фунтов, но продюсеры отказались. Международный олимпийский комитет счёл фильм «политически мотивированным» и не разрешил использовать слово «олимпийский» в его названии[133].
- Вопросам подготовки Олимпийских игр в Сочи посвящён 50-минутный документальный фильм «Сочи. Накануне», снятый телекомпанией НТВ[134].

### В игровой индустрии
По тематике Олимпийских Игр в Сочи выходила четвёртая игра в серии Марио & Соник, Mario & Sonic at the Sochi 2014 Olympic Winter Games. Игра была выпущена Nintendo для Wii U 8 ноября 2013 года в Европе, 9 ноября 2013 года в Австралии, 15 ноября 2013 года в Северной Америке и 5 декабря 2013 года в Японии. Эта единственная игра в серии Марио & Соник, которая была официально переведена на русский язык.

### В филателии и нумизматике
29 ноября 2013 года Почтой России были выпущены четыре новогодние марки с изображением всех талисманов XXII Олимпийских зимних игр и XI Паралимпийских зимних игр. Тираж марок составил 680 тысяч экземпляров (каждой марки — 85 тысяч листов, плюс 85 тысяч малых листов).
В декабре 2013 года Армения выпустила две почтовые марки, на которых изображены те виды спорта, в которых Олимпийская сборная Армении будет представлена во время XXII Зимних Олимпийских игр 2014 года (лыжные гонки и горнолыжный спорт). На левой части почтовых марок изображены Сочинские горы. На церемонии специального гашения присутствовали Президент Армении Серж Саргсян и Президент России Владимир Путин.
В январе 2014 года Эстония выпустила серебряную монету номиналом десять евро, тираж которой составил 7500 экземпляров. Также была выпущена почтовая марка достоинством один евро десять центов, тираж неизвестен.
В это же время Азербайджан выпустил четыре марки, на которых изображены горнолыжный и конькобежный спорт, хоккей с шайбой и фигурное катание.
7 января 2014 года Почта Молдовы выпустила две марки, на которых изображены зимние виды спорта (катание на лыжах и хоккей с шайбой). Дизайнер выпуска — Виталий Поголша. Тираж составил тридцать тысяч экземпляров.
18 января 2014 года Почта Литвы выпустила две марки, на которых изображены зимние виды спорта (хоккей с шайбой и бобслей). Художник марок — Ирма Балакаускайте. Тираж составил по 150 тысяч экземпляров.
12 апреля 2014 года ГУП «Марка Приднестровья» провела специальное гашение почтового блока и пяти марок с изображением видов Зимних Олимпийских игр на конвертах первого дня и несколько картмаксимумов.
Почтовая марка, посвящённая Зимней Олимпиаде-2014 в Сочи, выпущена в Непале 10 декабря 2014 года тиражом в 1 миллион экземпляров.
- Дворец зимнего спорта «Айсберг», стадион «Фишт» и Дворец спорта «Большой» на малом листе из трёх марок России к 10-летию Игр (2024)
- Почтовые марки Приднестровья (2014)
- Почтовый блок Азербайджана (2014)
- На марках изображены: горнолыжный курорт Красная Поляна, здание Морского вокзала в Сочи, гора Большой Ахун со смотровой башней, Волконский дольмен. Почтовый блок России (2011)

## Проблемы, критика и скандалы в связи с Олимпиадой

### Допинговый скандал
Спустя два года после Олимпиады было проведено расследование показаний бывшего главы Московской антидопинговой лаборатории Григория Родченкова, эмигрировавшего в 2016 году в США. Макларен, основываясь на показаниях Родченкова и данных экспертиз, утверждал в своём докладе, что в Сочи действовала система подмены «грязных» (позитивных) анализов российских спортсменов на «чистые». По данным доклада, подлог организован и контролировался российскими государственными органами, в частности, министерством спорта, при активной помощи ФСБ.
Медицинский директор МОК Ричард Баджет заявил: «нас в Сочи грубо обманули».

1 февраля 2018 года Спортивный арбитражный суд в Лозанне (CAS) признал, что в отношении 28 российских спортсменов собранных комиссией МОК доказательств недостаточно, чтобы обвинить их в нарушении антидопинговых правил в ходе Олимпиады, однако подтвердил факт нарушений в действиях 11 спортсменов. Апелляции этих 11 российских спортсменов были отклонены, но пожизненное отстранение от участия в Олимпийских играх было заменено на отстранение от игр 2018 года. России были возвращены девять наград сочинских игр, после чего РФ вновь поднялась на первое место в неофициальном медальном зачёте.
Россия в официальном письме министра спорта и президента ОКР в мае 2018 года признала «неприемлемые манипуляции в антидопинговой системе, что и было выявлено в ходе расследований WADA (независимая комиссия Паунда, доклад Макларена) и МОК (комиссия Шмида)». Москва также признала решение МОК от 5 декабря 2017 года, подтвердившее выводы доклада Шмида о «систематическом манипулировании антидопинговыми правилами и антидопинговой системой в России путём сокрытия позитивных проб».
18 января 2019 года российская сторона выполнила все требования Всемирного антидопингового агентства: эксперты были допущены к базе данных московской антидопинговой лаборатории, получив необходимые материалы, которые затем вывезли для установления подлинности и анализа. Осенью 2019 года представители WADA и глава РУСАДА Юрий Ганус заявили, что в базе данных найдены «тысячи изменений», сделанные перед её передачей представителям WADA. В результате 9 декабря 2019 года исполком WADA единогласно принял решение отстранить Россию от международных спортивных соревнований (включая Олимпийские игры) сроком на 4 года. В декабре 2020 года CAS в значительной степени пересмотрел это решение WADA. Так, срок санкций уменьшен до двух лет, на форме российских спортсменов может быть указано название страны, также допускаются цвета национального флага (но не сам флаг). Данные ограничения касаются только Олимпийских игр и чемпионатов мира, во всех других соревнованиях россияне могут участвовать под своим флагом.

### Проблемы, связанные с экологией
По мнению Всемирного фонда дикой природы, в ходе организации олимпиады в Сочи был допущен ряд ошибок с точки зрения экологии и природоохранной политики:
- перед проектированием объектов не были проведены должные инженерно-геологические изыскания;
- ряд объектов оказался под угрозой вследствие того, что их проекты не учитывали крайне сложные природные условия;
- была проигнорирована особая экологическая ценность территории как заповедника, а также ослаблено природоохранное законодательство;
- в ходе строительства практически не вёлся мониторинг воздействия на биологические объекты;
- не проводились мероприятия по компенсации экологического ущерба во время строительства и не была профинансирована программа реабилитации территории.

В результате, по данным фонда, фактически потеряла своё рыбохозяйственное значение река Мзымта, где до этого нерестилось до 20 % всей черноморской кумжи (вид, внесённый в Красную Книгу РФ и Международную Красную Книгу), уничтожено около 3 тысяч гектаров лесов с редкими для России породами деревьев, разрушены зимовки копытных (кабан, благородный олень) на хребте Псехако, а также миграционные пути медведей и туров на хребте Аибга.
В 2010 году представители фонда и организации Гринпис вышли из состава Общественного совета по подготовке к зимним Олимпийским играм по причине, что все решения, принимаемые советом, игнорировались организаторами игр. В результате, по оценке фонда, «уникальным экосистемам региона был нанесён необратимый ущерб», а компенсационные мероприятия проводились в недостаточном объёме или не проводились вовсе.
По данным на 2015 год, игнорирование требований экологов стало причиной практически полного уничтожения краснокнижного самшита бабочкой-огнёвкой, завезённой в ходе подготовки к Олимпиаде: многие сотни гектаров уникального растения погибли.
Россия не выполнила обязательство (взятое в период подготовки к Олимпийским играм) передать территорию Сочинского заказника Кавказскому заповеднику, который находится под охраной ЮНЕСКО. По мнению Фонда дикой природы России, расширение горнолыжных комплексов делает программу восстановления популяции леопардов невозможной, кроме того, будет нанесён «непоправимый урон» популяции бурых медведей. После Олимпийских игр фонд выступил с призывом к международным спортивным организациям отказаться от проведения и поддержки мероприятий в горнолыжных комплексах, расположенных на территории высокой природоохранной значимости
В своём интервью Би-би-си российский учёный-геолог Сергей Волков утверждал, что «строительство большинства объектов ведётся без надлежащего комплекса геоэкологических изысканий, адекватных природной опасности».

### Критика затрат на подготовку и проведение Олимпиады
Перед олимпиадой некоторые экономисты высказывали мнение, что реализация проекта в виде ФГУП, а не в виде ФЦП, потребует намного больших затрат. Об этом, по их мнению, свидетельствовали исследования госкорпораций, показавшие, что в среднем проекты госкорпораций обходятся в 2 раза дороже, чем аналогичные частные, и создаются дольше.
Российский оппозиционер Борис Немцов совместно с членом движения «Солидарность» подготовил доклад, в котором утверждается, что общий размер расходов на мероприятие составил более 50 млрд долларов, из которых от 25 до 30 млрд (50−60 %) были похищены. В докладе также отмечена «клановость» подготовки к Олимпиаде: все ответственные за неё чиновники являются лицами, приближенными к президенту России Путину.
По данным оппозиционера Алексея Навального, все затраты на Олимпиаду составляют 1,5 трлн рублей, что совпадает с официально объявленными ГК «Олимпстрой» суммарными затратами по госпрограмме. По мнению Навального, затраты на сооружение 10 объектов завышены в 1,5−2,5 раза.

### Освещение затрат на Олимпиаду британским журналом The Economist
По данным еженедельника The Economist, величина фактических затрат на подготовку Олимпиады составляет приблизительно 50 млрд долл. США (данные июля 2013), что было подтверждено ГК «Олимпстрой». Эта цифра, по мнению автора статьи, является рекордной не только в абсолютном выражении за всю историю олимпиад, но и в относительном: по степени превышения исходной сметы. Как указывает журнал, фактические расходы на сочинскую олимпиаду превышают указанные в официальной заявке 12 млрд долл. США более чем в 4 раза (300 %), тогда как в среднем для олимпиад такое превышение составляет около 180 %. Это утверждение опроверг президент МОК Томас Бах.
- Британский еженедельник The Economist:

Это огромное мероприятие, крупнейший строительный проект в постсоветской России, как в капле воды отражает российскую коррупцию, неэффективность, демонстративное богатство и пренебрежение рядовыми гражданами.
Оригинальный текст (англ.)
This grand enterprise, the largest construction project in Russia’s post-Soviet history, is also a microcosm of Russian corruption, inefficiencies, excesses of wealth and disregard for ordinary citizens.

— «Putin's Russia: Sochi or bust»,  Feb 1st 2014 

[Олимпиада] стала уменьшенной копией российского «капитализма для своих», превратившись в чемпионат мира по коррупции.
Оригинальный текст (англ.)the Olympics, which have become a model of Russia's crony capitalism and a world championship of corruption. 
— «Why Sochi is, ironically, the perfect place for the winter Olympics», Feb 5th 2014

### Скандал вокруг интервью президента ФИС Жана-Франко Каспера швейцарскому телевидению
По информации телеканала «Дождь», президент Международной федерации лыжного спорта, член Международного олимпийского комитета Жан-Франко Каспер в январе 2014 года в своём интервью немецкому изданию Rundschau заявил, что треть из 50 миллиардов евро (около 13 миллиардов евро), потраченных на подготовку Олимпиады в Сочи, были разворованы. По информации других СМИ, это было сказано во время интервью швейцарскому телевидению.
Глава РЖД Владимир Якунин, отметив, что Каспер не смог предоставить никаких доказательств своих слов, обвинил его в бездоказательной клевете и призвал к суду над ним.
Впоследствии Каспер заявил, что его слова были неверно интерпретированы американским журналистом, подчеркнув, что никогда не говорил о коррупции во время подготовки к зимним Олимпийским играм в Сочи. «Это никогда от меня не исходило», — ещё раз подчеркнул он. Иначе, заверил президент ФИС, по этому поводу Федерацией было бы проведено специальное заседание. «У нас никогда не было даже мысли проводить совещание по этому поводу. Если бы у нас были факты на руках, мы бы так и поступили, но я честно скажу, у нас таких фактов не было», — разъяснил он.
Несколько дней спустя в интервью ИТАР-ТАСС Каспер признал, что объём работ по реализации инфраструктурных проектов в Сочи, выполненных всего лишь за семь лет, поражает воображение. «То, что удалось сделать в Сочи за семь лет, поражает», — сказал он, обратив внимание на то, что «организация Олимпийских игр — это всегда сложная задача, масштаб и размах Игр требуют многолетнего планирования и создания огромной инфраструктуры». «Я люблю приводить в качестве примера альпийские курорты. Обычно для их создания нужны десятилетия, а в Сочи всё было возведено всего лишь за семь лет. Это производит впечатление», — заметил Каспер.

### ЛГБТ
Представители российских ЛГБТ решили открыть в Сочи Прайд-Хаус, как и на двух предыдущих Олимпиадах. Однако российские власти отказали им в регистрации организации, а суды признали её «экстремистской». В итоге МОК заявил, что не может повлиять на запрет «Прайд Хауса», в то же время напомнив, что Олимпийская хартия не приемлет дискриминацию.
Ряд активистов и политиков поднимал вопрос о соблюдении прав человека во время проведения Олимпиады и о возможности её бойкота в связи со введением в действие в России закона о запрете «пропаганды гомосексуализма» среди несовершеннолетних. Идея бойкота была отвергнута большинством политических лидеров, но тема недопустимости дискриминации сексуальных меньшинств в ходе Олимпийских игр поднималась рядом крупных политических деятелей.
В связи с этим президент МОК Жак Рогге предостерёг кого бы то ни было от использования Олимпиады в Сочи в качестве платформы для выражения протестов, отметив, что это будет грубым нарушением положения номер 50 Олимпийской хартии. А член МОК, экс-президент национального олимпийского комитета Италии Марио Песканте осудил попытки использования Олимпиады в политических целях.
Австрийская спортсменка и открытая лесбиянка Даниэла Ирашко-Штольц заявила, что проблема гомофобии России, по её мнению, стоит не так остро: «Я думаю, что эта проблема раздута. Ко мне в Сочи относятся так же хорошо, как к любому другому спортсмену. Абсолютно никаких проблем»[значимость факта?].

### «Черкесский вопрос»
11 января 2007 года, до избрания Сочи местом проведения Олимпиады, несколько черкесских активистских организаций подготовили обращение в Международный олимпийский комитет с предложением исключить Сочи из числа претендентов, ссылаясь на то, что территория Сочи стала местом последних боёв Кавказской войны и последующей депортации черкесов, которые авторы обращения назвали «геноцидом черкесского народа». После избрания Сочи городом проведения Олимпиады в 2007 году некоторые черкесские активистские организации и общественные деятели высказывались против её проведения, другие активисты поддержали проведение Олимпиады и осудили апелляцию к событиям Кавказской войны, при этом призывая использовать элементы черкесской культуры в символике и культурной программе. Некоторые организации зарубежных черкесских диаспор призвали к бойкоту Олимпиады. Председатель организации «Хасэ» Ибрагим Яганов заявил, что при строительстве спортивных объектов на Красной Поляне уничтожается археологическое наследие черкесского народа. По результатам опроса, проведённого в Адыгее среди адыгейцев в 2010 году, 62 % процента опрошенных поддержали проведение Олимпиады в Сочи, и 75 % посчитали важным использование этнической адыгской символики.
В 2007—2012 годах Международная черкесская ассоциация, VI ِВсероссийский форум молодых парламентариев в Анапе и «Адыгэ Хасэ» выступали с предложениями включить в культурную программу Олимпиады элементы черкесской культуры: например, сделать символом Олимпиады Саусоруко, мифического персонажа Нартского эпоса северокавказских народов. 30 января 2014 года конгрессмен США Билл Паскрелл призвал Конгресс осудить проведение Олимпиады в Сочи и поддержал включение черкесской культуры в её оформление. В 2013 году на встрече с делегатами зарубежных адыгских диаспор заместитель председателя правительства России Дмитрий Козак заявил, что адыгская культура будет широко представлена в культурной программе Олимпиады.
Церемония открытия, прошедшая 7 февраля 2014 года, вызвала противоречивую реакцию у черкесских активистов: некоторые из них посчитали, что черкесская культура была в ней широко представлена, другие заявили, что в ней была показана только русская культура. В тот же день в Нальчике прошла протестная акция, участники которой выражали недовольство проведением Олимпиады. В разное время акции против проведения Олимпиады проходили и в других странах, в них участвовали в том числе представители черкесских диаспор: во время Олимпийских игр в 2010 году в Ванкувере и в 2012 году в Лондоне, 1 февраля 2014 года в Анкаре, 2 февраля в Стамбуле, а также в разное время в городах Израиля, США, Иордании и других стран.

### Зимнее время
Олимпиада стала одним из препятствий для возвращения «зимнего времени» в Российской Федерации. Из-за контрактов на трансляцию с зарубежными телекомпаниями закон «Об исчислении времени» не обсуждался в Госдуме до окончания Олимпиады.

### Травмы
- 11 февраля 2014 года канадка Юки Цубота во время финала в слоупстайле после неудачного приземления была госпитализирована с тяжёлым повреждением челюсти[200][201][202][203].
- 14 февраля 2014 года технический боб на бобслейной трассе «Санки» сбил айс-мастера Сергея Волковинского, очищавшего в это время трассу ото льда. Пострадавшему была оказана необходимая медицинская помощь. В больнице пострадавшего навестил президент В. В. Путин[204][205][206].
- 15 февраля 2014 года российская фристайлистка Мария Комиссарова во время тренировки получила травму — перелом позвоночника со смещением и была госпитализирована сначала в Красной Поляне, а затем в Германии. В Краснополянской больнице её навестил президент Путин[204][207].